# أوسكار هاركر
أوسكار هارغر (بالإنجليزية : Oscar Harger) ولد يوم 12 يناير 1843 , و توفي يوم 6 نوفمبر 1887. هو عالم الحيوان اللافقاري الأمريكي وعلم الحفريات المعروف بدراسته عن الأيزوبود ، ولعمله كمساعد للحفريات في أوثنييل تشارلز مارش"Othniel Charles Marsh".

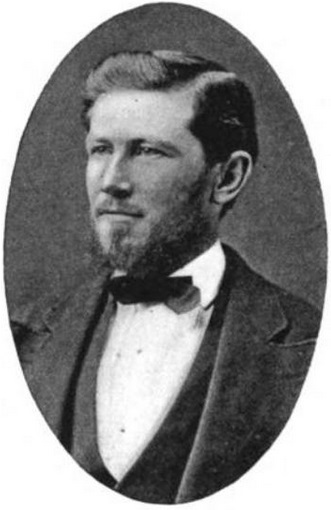
أوسكار هاركر